# 아나톨리 랴도프

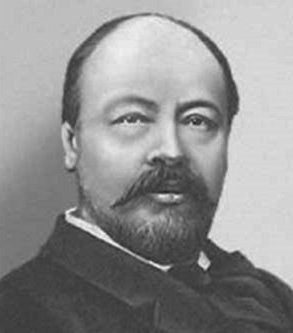
아나톨리 랴더프

아나톨리 콘스탄티노비치 랴도프(러시아어: Анато́лий Константи́нович Ля́дов, 1855년 5월 12일 ~ 1914년 8월 28일)는 러시아의 작곡가이자 지휘자였다. 1855년 5월 11일에 상트페테르부르크에서 태어났다. 아버지는 러시아 가극의 지휘자로 존경받고 있었다. 1870년, 상트페테르부르크 음악원에 입학하여 니콜라이 림스키코르사코프에게 작곡을 배웠다. 한때 음악원을 그만두었다가 1878년에 다시 입학하였다가 졸업 후 교사로서 학교에 남아 있었다. 그의 제자로는 세르게이 프로코피예프, 니콜라이 먀스콥스키 등이 있다. 1879년, 상트페테르부르크 관현악단과 합창단을 지휘하고, 그때 비올라를 연주하고 있던 미트로판 벨랴예프를 알게 되었다. 1880년 중엽에는 안톤 루빈시테인과 표트르 차이콥스키와도 사귀었다. 19세기 말경부터 러시아 민요의 수집에 흥미를 가져 이를 편곡하였다. 그는 1900년 초까지 40곡의 피아노 소품을 썼으나, 그 후 관현악곡 〈폴로네즈 라 장조 Op.55〉(1902), 〈8개의 러시아 민요〉(1906), 〈아마존의 춤〉(1910), 교향시 〈바바야가〉(1904), 〈마법의 호수〉(1909), 〈키키모라〉(1910), 〈묵시록로부터의 단편〉(1910~12) 등이 있다.

## 주요 작품

### 관현악곡

#### 교향시
- 여관 옆의 마을 풍경 작품번호 19(1887)
- 바바야가 작품번호 56(1891~1904)
- 마법에 걸린 호수 작품번호 62(1909)
- 키키모라 작품번호 63(1909)
- 묵시록으로부터 작품번호 66(1910~12)

#### 그 밖의 관현악곡
- 스케르초 라장조 작품번호 16(1879~86)
- 폴로네즈 다장조 작품번호 49(1899)
- 폴로네즈 라장조 작품번호 55(1902)
- 8개의 러시아 민요 작품번호 작품번호 58(1906)
- 아마존의 춤 작품번호 65(1910)
- 네이네 작품번호 67(1914)

### 피아노곡
- 비률키 작품번호 2(1876)
- 4개의 아라베스크 작품번호 4(1878)
- 지나간 날들로부터 라장조 작품번호 21a(1889)
- 빈터에서 바장조 작품번호 23(1890)
- 꼭두각시 내림 마장조 작품번호 29(1892)
- 음악 코담배갑(또는 음악 상자) 가장조 작품번호 32(1893)
- 그 밖에도 다수의 연습곡, 바가텔, 카논, 푸가, 즉흥곡, 간주곡, 전주곡, 소품, 마주르카 등이 있다.

### 가곡
- 8개의 아이들 노래 작품번호 18(1887)
- 8개의 아이들 노래 작품번호 22(1890)
- 5개의 러시아 민요(1906)

### 합창
- 실러의 '메시아의 신부'의 마지막 장면 작품번호 28(1878)